# Seznam brazilskih arhitektov
Seznam brazilskih arhitektov.

## A
- Vilanova Artigas (1915-1985)
- Paulo Antunes Ribeiro (1905-1985)

## B
- Lina Bo Bardi

## C
- Lúcio Costa (1902-1998)

## K
- Stanko Konjedic (1904-77) (slov.-brazilski)

## M
- Roberto Burle Marx (1909-1994)

## N
- Oscar Niemeyer (1907-2012)

## O
- Ruy Ohtake (1938-2021)

## P
- Gian Carlo Palanti

## R
- Affonso Eduardo Reidy (1909-1964)
- Paulo Mendes da Rocha (1928-2021)

## S
- Heitor da Silva Costa (1873-1947)